# 4775 Hansen
4775 Hansen eller 1927 TC är en asteroid i huvudbältet, som upptäcktes 3 oktober 1927 av den tyske astronomen Max Wolf i Heidelberg. Den är uppkallad efter den danske astronomen Peter Andreas Hansen.
Den korsar Mars omloppsbana.